# Elaeocarpus vieillardii
Elaeocarpus vieillardii är en tvåhjärtbladig växtart som beskrevs av Brongn. & Gris. Elaeocarpus vieillardii ingår i släktet Elaeocarpus och familjen Elaeocarpaceae. Utöver nominatformen finns också underarten E. v. lecardii.